# 布莱恩·麦肯
布莱恩·迈克尔·麦肯（Brian Michael McCann，中文綽號公道伯，1984年2月20日—出生于佐治亚州雅典）是美国职棒大联盟的捕手。

## 早年生活
麦肯少年时期曾参加过西弗吉尼亚州亨廷顿的少年棒球联盟。他在2002年选秀大会上被亚特兰大勇士在第二轮选中。之后他在勇士队小联盟发挥稳定，一年升一级。

## 大联盟生涯
2005年6月10日，麦肯首次在大联盟亮相。这个赛季他作为约翰·史摩兹的御用捕手。他在他的第二场大联盟比赛就击出生涯首支全垒打。10月6日在国联分区赛第二场对休士顿太空人的比赛中，麦肯在第二局从罗杰·克莱门斯手中击出一支全垒打，他也成为了队史上第一位在生涯首个季後赛打席就击出全垒打的球员。
约翰尼·埃斯特拉达被交易到亚利桑那响尾蛇后，麦肯从2006年开始成为球队的主力捕手。这个赛季他击出24支全垒打，领先大联盟所有的捕手。他的打击率也达到了3成33。麦肯也入选了这一年的全明星赛，之后的三个赛季他都入选了全明星赛，他也成为了队史上第一位在生涯前四个赛季都入选全明星赛的球员。2007年春训期间勇士队和麦肯签下了长达6年总价值2780万美元的合同。
2007年麦肯动了LASIK手术，之后他的左眼视线受到一定的影响。他尝试使用隐形眼镜，但感觉并不舒服，于是他决定改带眼镜。2009年5月，奥克利公司特别为麦肯订制了一副适合捕手使用的眼镜，麦肯评论道：“我特别需要这副眼镜，它能让我看清周边的情况。”尽管如此，麦肯在2009年一共有12次失误，是大联盟所有捕手中最多的，守备率（.988）也排名垫底。
2010年麥肯跟著勇士隊以外卡打進季後賽，分區冠軍賽碰上國聯西區冠軍巨人隊，最終以3:1的比分遭到淘汰。老教頭考克斯也宣布退休了，2011年在天使隊主場（安那罕天使球場）

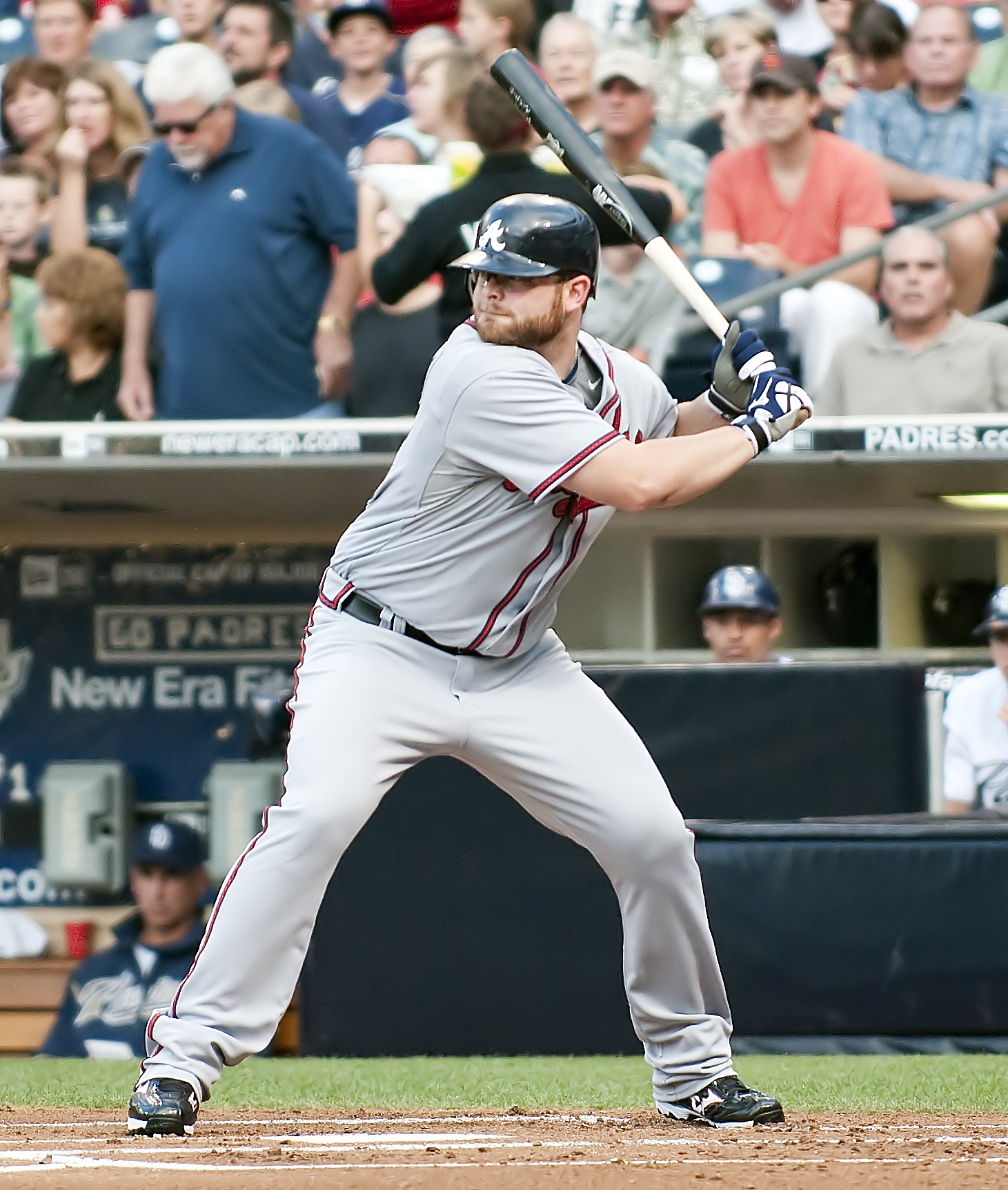
8月3日，麦肯在比赛中

舉行全明星賽，麥肯在國聯0:1落後的情況下在第7局敲出清壘的二壘打，幫助國聯以3:1擊敗美聯，也讓國聯中斷13連不勝、7連敗的紀錄，獲選為全明星賽最有價值球員，甚至也幫助國聯在世界大賽取得主場優勢。
2019年在勇士被淘汰後決定退休，結束15年職棒生涯

## 私人生活
麦肯于2007年12月和妻子结婚。他有一个哥哥，曾在佛罗里达马林鱼和堪萨斯市皇家球员效力，2007赛季后退役。